# دژ رویین
دژ رویین نام دژی در شاهنامه ی فردوسی و از دژهای تورانیان است. این دژ جاییست که ارجاسپ خواهران اسفندیار را زندانی کرده بود. اسفندیار وقتی به دشت رویین‌ رسید از بالای تپه‌ای مشرف آن را بنگرید:
| به بالا بر آمد، به دژ بنگرید |  | یکی ساده دژ آهنین باره دید   |
| سه فرسنگ بالا و پهنا چهل     |  | به جایی ندید اندر او آب و گل |

## رویین‌دژ در شاهنامه
گشتاسپ‌شاه ایران به پسرش اسفندیار بدبین شده و او را متهم به چشم داشتن به تاج و تخت شاهی می‌کرد. آخرالامر او را در دژ گنبدان زندانی  و خودش از بلخ به سیستان گریخت. ارجاسپ شاه توران که از غیاب گشتاسپ و دربند شدن اسفندیار آگاه شده، به بلخ پایتخت ایران حمله و لهراسپ نیا را کشته و دختران گشتاسپ را اسیر نموده با خود می‌برد.
گشتاسپ ناچار برای رهایی دخترانش  به‌آفرید و همای پسرش را از بند آزاد می‌کند و اسفندیار با پس‌راندن لشکر توران، سفر هفت خوان اسفندیار را آغاز و پس از گذشت از هفت مانع خطرناک به دژ رویین می‌رسد. او با تنی چند از گردانش در جامه بازرگانان به  داخل دژ نفوذ کرده عاقبت ارجاسپ را کشته و خواهرانش را از اسارت رها ساخته دست آخر رویین‌دژ را به آتش می‌کشد.
| بفرمود تا آتش اندر زدند |  | همه شهر توران به هم بر زدند   |
| بجایی دگر نامداری نماند |  | به چین و به توران سواری نماند |